# Onze-Lieve-Vrouw van Bijstandkapel (Sint-Pieters-Kapelle)

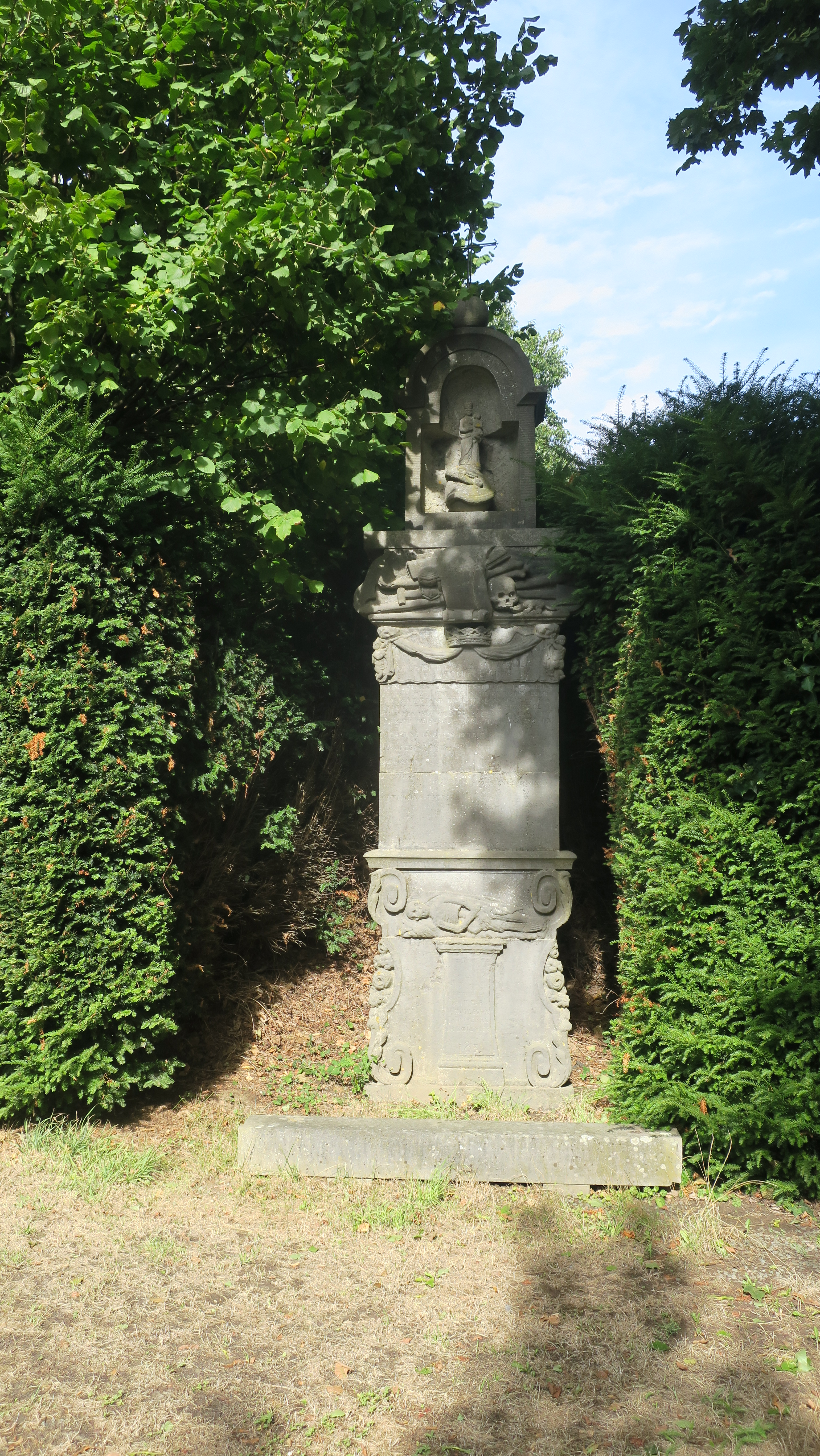
Vooraanzicht Onze-Lieve-Vrouw van Bijstandkapel. Foto: Anne-Mie Havermans.

De Onze-Lieve-Vrouw van Bijstandkapel is een kapel in Sint-Pieters-Kapelle, een deelgemeente van Pajottegem in de Belgische provincie Vlaams-Brabant. De kapel is gelegen aan de Geraardsbergsestraat 27 en maakt deel uit van de vastgestelde boerenwoning op deze plek. 

## Historiek
Uit de signatuur op het wapenschild is de steenhouwer en datum van oprichting af te leiden: FAIT PAR/ LOUIS LEGROS/ T.D. PIERRES/ A SOIGNIES/1831//. Legros was een gekend steenhouwer die de eerste decennia van de 19e eeuw actief was in Soignies, waar bij de steengroeven tal van deskundige steenkappers gevestigd waren. Het tweetalig opschrift vertelt ons aan wie de kapel is toegewijd:
KAPEL OPGEBOUWD TER
EER VAN ONZE LIEVE VRO/ UW VAN BIJSTAND DOOR
CAROLUS DE MOL, PACHTER DIE STERFT DEN,
11sten FEBRUARIE 1834 OUD 54 JAEREN
EN SYNE HUYSVROUWE MARIA FRANCISCA RIGAUX
EN HUNNE KINDEREN : PETRUS
JOANNES-BAPTISTA
ADRIANUS
JOSEPHUS
CATHARINA-THERESIA
REQUIESCAT IN PACE
Zowel het opschrift, de specifieke symboliek en de kwaliteit van het steenhouwerswerk verwijst naar de funeraire traditie. In de eerste helft van de 19e eeuw waren op het platteland nog geen grafvergunningen. Dergelijke kapel had een dubbele functie: uiting van devotie en een alternatief voor een grafteken in de kerk. Hiermee was een ‘eeuwig gedenken’ en afkoop voor het vagevuur verzekerd. De kapel is een typisch voorbeeld van de zogenaamde Franse knekelhuismystiek uit de 19e eeuw. 

## Architectuur
De staakkapel is volledig gehouwen uit blauwe hardsteen. In de rondboogvormige nis troont Onze-Lieve-Vrouw met kind, staande op een bol waarrond een serpent kronkelt, die zich in de staart bijt. De nis is bekroond met een wereldbol met daarop een smeedijzeren kruis. Naast de kronkelende slang verwijzen ook de motieven op het middendeel van de kapel naar de dood, namelijk een schedel waaraan ongedierte knaagt, beenderen, een spade, een zeis en een zandloper. Onder deze funeraire symboliek houden twee kindjes een voorhang vast, waarvan het middenstuk een kroon draagt. Op de voorhang is het tweetalig opschrift uitgehouwen. Op de basis van de kapel bevindt zich, onder een liggend geraamte, een wapenschild met de signatuur. 
De kapel ter ere van Onze-Lieve-Vrouw van Bijstand is een uiterst zeldzame kapel omwille van de vormgeving, de symboliek, de leeftijd, het opschrift, de context en de gaafheid. Ook uitzonderlijk is de aanwezigheid van een kroon en een wapenschild.